# NGC 3799
NGC 3799 (другие обозначения — UGC 6630, KCPG 296A, MCG 3-30-37, ARP 83, ZWG 97.47, VV 350, KUG 1137+156A, PGC 36193) — спиральная галактика с перемычкой (тип SBb/P) в созвездии Лев.
Этот объект входит в число перечисленных в оригинальной редакции «Нового общего каталога».
Галактика взаимодействует с соседней спиральной галактикой NGC 3800.
Галактика NGC 3799 входит в состав группы галактик NGC 3800. Помимо NGC 3799 в группу также входят ещё 15 галактик.